# Кляйнер, Альфред
Альфред Кляйнер (24 апреля 1849 г. — 3 июля 1916 г.) — швейцарский физик, профессор экспериментальной физики в Цюрихском университете, научный руководитель по докторской диссертации Альберта Эйнштейна. 
Получил докторскую степень в 1874 году в Цюрихском университете за диссертацию под руководством Иоганна Якоба Мюллера.
В 1905 году Эйнштейн получил докторскую степень в Цюрихском университете под руководством Альфреда Кляйнера, защитив диссертацию по теме «Новое определение молекулярных измерений». Альфред Кляйнер предложил Эйнштейну возможность получить должность в университете и рекомендовал его на вновь созданную кафедру теоретической физики.